# 風和日麗 (單曲)
《風和日麗》是自然捲的第二張單曲，於2005年1月發行。

## 榮獲
- 2006年
  - 5月3日　獲選中華音樂人交流協會2005年十大單曲

## 曲目
1. 風和日麗(天氣晴) 〈演唱版本〉
  - 作詞／作曲：奇哥
2. 風和日麗(下雨了) 〈演奏版本〉
  - 作曲：奇哥